# Operation Winback
Operation Winback, anche noto con il titolo WinBack: Covert Operations, è un videogioco sviluppato da Omega Force e pubblicato nel 1999 da KOEI per Nintendo 64. Il gioco è stato convertito per PlayStation 2 e in seguito distribuito su PlayStation Network.
Il videogioco ha ricevuto un seguito dal titolo Operation WinBack 2: Project Poseidon.

## Trama
Jean-Luc Couger e gli altri agenti della S.C.A.T. (Strategic Covert Actions Team) hanno poche ore a disposizione per impedire al gruppo terroristico Leoni Feriti di utilizzare Vortice, l'arma satellitare di cui si sono impadroniti.

## Modalità di gioco
Sparatutto in terza persona, il videogioco introduce la possibilità di sparare da dietro gli angoli, senza tuttavia avere la possibilità di muovere il personaggio giocante. Tale meccanica di gioco verrà ripresa da titoli successivi come Kill Switch, Metal Gear Solid 2: Sons of Liberty, Resident Evil 4 e Gears of War.